# Conan Mériadec
Pour les articles homonymes, voir Conan.
Conan Mériadec (Konan Meriadeg en breton, Cynan Meiriadog en gallois) est un roi semi-légendaire de la Grande-Bretagne et de la Bretagne romaine.

## Les sources
Conan Mériadec ou Mériadoc selon la graphie armoricaine est inconnu de Nennius, d'Orose, de Bède et de Gildas le Sage ainsi que des historiens francs comme Grégoire de Tours. Il est par contre longuement évoqué par Geoffroy de Monmouth dans son « Historia regum Britanniae » rédigée entre 1135 et 1138 où il est présenté comme le neveu du roi de l'île de Bretagne Octavius qui reçoit le royaume de Bretagne de Maximianus. Selon Alan J. Raude, « Gaufrei de Monmouth en fait un des personnages de sa fiction pseudo-historique Historia Regnum Britanniæ » , ce qui a brouillé sa réalité historique. Arthur de la Borderie estime, pour sa part, que « sans Geoffroy de Monmouth, Conan Mériadec n'existerait pas ; c'est chez lui que tous nos historiens l'ont pris, sauf à le transformer plus ou moins.»
Conan apparaît  pour la première fois en Bretagne dans deux textes dont la datation est malheureusement très controversée: le Livre des Faits d'Arthur  connu par un manuscrit du XVe siècle, utilisé par Pierre Le Baud  mais qui aurait été composé entre 954 et 1012 et le prologue de la Vita Goeznouei c'est-à-dire la vie de saint Goueznou qui daterait de 1019.
Le médiéviste Gwenaël Le Duc a avancé l'hypothèse d'une confusion de Geoffroy de Monmouth, ce dernier ayant retranscrit la formule latine "Conomor Iudex", renvoyant au roi Conomor, en "Conan Meriadoc".
Un article du journal Le Télégramme fait la synthèse de toutes ces hypothèses concernant Conan Meriadec. Selon l'historien Joël Cornette « Conan Meriadec est une fiction qui se situe au IVe siècle, destinée à enraciner les Bretons dans un passé antérieur à celui des Francs. Il s'agit de construire une légitimité politique, quitte à ce qu'elle soit mythique, pour affirmer, face à la France, une identité singulière ».

## Biographie semi-légendaire
Il serait né en Grande-Bretagne au début du IVe siècle, et passe dans les Gaules vers 384, avec son parent, le tyran Maxime, dont il sert les intérêts, serait devenu duc d'Armorique (dux bellorum, c’est-à-dire chef de guerre) et aurait gouverné pendant 26 ans, sous la dépendance des Romains, la partie de l'Armorique connue depuis sous le nom de Bretagne.
Selon Charles Nodier, Justin Taylor et Alphonse de Cailleux, Conan Mériadec aurait abordé en Bretagne sur les rives de l'Aber Ildut où il aurait fait construire une demeure connue sous le nom de "Castel Mériadec", située entre Plouarzel et Brélès (dans les parages de Bel-Air selon le Chevalier de Fréminville, mais aucune trace archéologique ne vérifie cette assertion), dont des ruines étaient encore visibles au début du XIXe siècle ; les débris des murailles auraient servi à la construction d'un moulin.
En 409, les Armoricains, s'étant soulevés, auraient conféré à Conan l'autorité souveraine qu'il aurait conservée jusqu'à sa mort en 421 pour la léguer à ses descendants, qui furent depuis princes puis rois et enfin ducs de Bretagne. Selon la légende il aurait pris le titre de roi et aurait résidé à Nantes, devenant le premier roi de Bretagne. Pour Alain Bouchart, historien du XVe siècle, il serait mort en 392 et donc n'aurait pu être fait roi en 409.
Une autre version est présentée par Breuddwyd Macsen Wledig, un des contes du Mabinogion : il aurait été chargé par Magnus Maximus de gouverner la Bretagne.

« C'est de Conan Mériadec que datent les invasions successives qui justifient le nom de Bretagne. Ce prince, qui jouissait en Grande-Bretagne d'un assez grand crédit, proposa, en 382 ou 383, à Maxime, gouverneur de l'île, de l'appuyer dans sa révolte contre l'empereur Gratien, et il lui fournit 10 000 hommes. Vainqueur et maître de plus de la moitié de l'empire d'Occident, Maxime accorda à son allié la souveraineté de la plus grande partie de l'Armorique, souveraineté que Conan sut faire reconnaître par Valentinien II et Théodose, et qu'il rendit complètement indépendante sous le faible Honorius. Dès lors affluèrent de la Grande-Bretagne et même de l'Irlande en Armorique, non seulement des soldats, des artisans, des cultivateurs, des familles entières, mais encore de saints personnages, évêques, ermites, missionnaires, qui vinrent y organiser l'administration ecclésiastique, y établir des monastères, y affirmer parmi les populations la foi chrétienne.  Idunet de Châteaulin, Guénolé de Landévennec, Brieuc de Saint-Brieuc, Pol ou Paul Aurélien de Saint-Pol-de-Léon, Corentin de Quimper, Malo ou Maclou d'Aleth, Samson de Dol,  Ronan de Locronan et Saint-Renan, Gunthiern de Quimperlé, Mélarie (vulgairement sainte Nonne de Dirinon), etc., avaient ainsi quitté leur patrie pour le continent, où leurs enseignements et leurs exemples portèrent tant de fruits que l'Armorique devint, comme la Blanche Albion et la verte Erin, une terre de saints. »

Mais Conan est aussi connu pour être le mari d'Ursule de Cologne, ainsi que son cousin. Beaucoup de chroniques et hagiographies relatives à la sainte, dans lesquelles Conan est parfois appelé Etherius ou Ethéré ou Eutherius, décrivent son amour pour elle. Ursule, fille unique du roi breton Dionotus, s'était secrètement consacrée à Dieu, mais fut demandée en mariage par le prince anglais Conan, qui était païen. Elle imposa alors des conditions, dont la conversion du jeune homme et un pèlerinage à Rome avec 11 000 vierges sur une flotte de 11 navires. Conan la rejoignit à Rome, où il fut baptisé par le pape, qui célébra ensuite le mariage des deux princes ; après la naissance de leur fils Gadeon, il retourna aussitôt dans son royaume avec le nouveau-né, tandis qu'Ursule poursuivait le pèlerinage. La princesse et les vierges furent tuées par les Huns lors de leur voyage de retour à Cologne, un 21 octobre. Conan se remaria avec Darerca, sœur de Saint Patrick, qui lui donna de nombreux enfants, dont Gradlon. La mystique allemande Élisabeth de Schönau affirmait que les Huns avaient également tué le prince et le pape, mais elle fut induite en erreur par la découverte des ossements d'un homme nommé Etherius à Cologne, sur le terrain où eut lieu le grand massacre ; en réalité, c'était un homme qui vivait à l'époque post-mérovingienne. Des œuvres hagiographiques tardives prêtent crédit à Élisabeth, notamment La Légende dorée ; les peintres Vittore Carpaccio (La Légende de sainte Ursule) et Hans Memling (Châsse de sainte Ursule) font référence à ces textes. L'Église Catholique n'a pas canonisé Conan : dans le Martyrologe romain, Ursule est célébrée le 21 octobre avec les vierges; elles seules auraient donc été martyrisées à Cologne. Conan est mort vraisemblablement de causes naturelles,,,.
Son supposé sarcophage est conservé dans la Cathédrale de Saint-Pol-de-Léon,  « mais il a été violé et déplacé plusieurs fois (...) en différents temps » selon le Chevalier de Fréminville, qui le décrit orné sur ses parois d'arcades très surbaissées supportées par des pilastres bas ; à la tête de ces arcades est représenté un arbre dépouillé de ses feuilles, ce qui est un symbole de la mort.
Bien que contestée dès le XVIIe siècle par Antoine-Paul Le Gallois, la « légende de Conan » dont la maison de Rohan revendiquait l'ascendance, permettait à ces derniers de défendre leur droit de préséance aux États de Bretagne et même de prétendre à la couronne ducale se développe. Elle leur permit de plus de se faire reconnaître la qualité de « princes étrangers » par la cour de France comme descendants des anciens rois de Bretagne
Au XIXe siècle pour Arthur de La Borderie, Conan Meriadec serait aussi une fable qu'il réfute longuement. Joël Cornette précise : « Il n'existe aucune preuve historique convaincante de l'existence de Conan, et l'on sait par ailleurs que Maxime débarqua en fait vers l'embouchure du Rhin ».
Selon Léon Fleuriot, plus nuancé, en 1980:

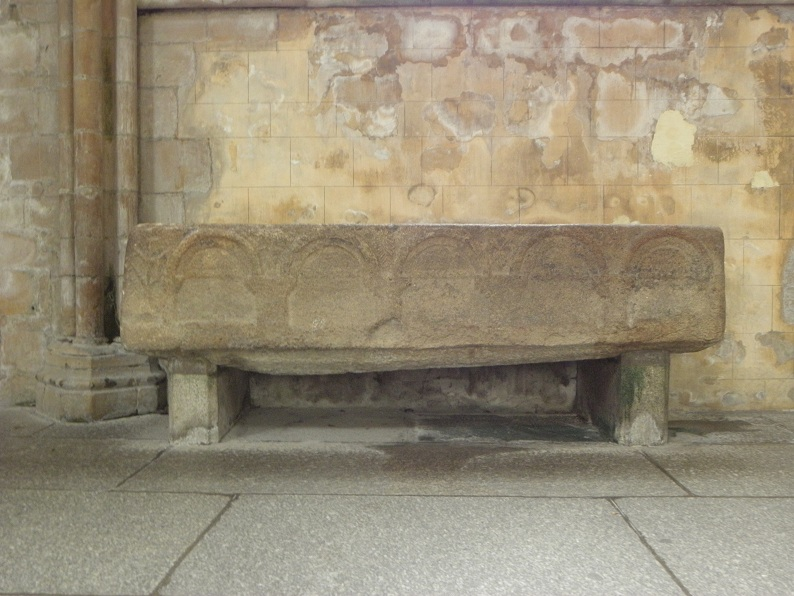
Cathédrale Saint-Paul-Aurélien de Saint-Pol-de-Léon : le sarcophage dit de Conan Mériadec.

« Tout ce que l'on peut dire, en guise de conclusion sur Conan Meriadoc, c'est ceci: des chefs bretons, en grand nombre, ont suivi Maxime sur le continent. Il n'est pas invraisemblable que l'un d'eux se soit appelé Conan, mais pourra-t-on jamais le prouver ? »
— Fleuriot 1980, p. 123

## Conan Mériadec et la légende de l'hermine
Allant en expédition guerrière, le roi Conan Mériadec aurait aperçu un jour une hermine blanche hésitant à franchir un ruisseau boueux et poussant des cris plaintifs. Le roi s'arrêta pour la regarder, la croyant blessée. Un de ses officiers lui dit : « Seigneur, cette petite bête est une hermine. Elle n'est pas blessée. Sa seule douleur, c'est qu'elle ne peut pas traverser sans tacher sa belle robe blanche, car l'hermine préfère la mort à la moindre souillure ». Bien que terrorisée, l'hermine se laissa prendre par le roi. On dit qu'en souvenir de cette scène, Conan fit broder sur ses bannières une hermine avec cette devise : « Plutôt la mort que la souillure ».

## Conan et les Bouches du Rhin
Selon  l'Historien Zosime, Histoire, Livre IV, Chapitre XXXV, paragraphe 4 :
" Ne pouvant supporter que Théodose ait été jugé digne de l'empire alors que lui n'avait même pas eu la chance d'être promu à un commandement important, il attisa encore plus la haine des soldats contre l'empereur; ceux-ci se révoltèrent sans se faire prier, proclamèrent Maxime empereur et, après l'avoir orné de la pourpre et du diadème, ils traversèrent aussitôt l'Océan sur des navires et abordèrent aux bouches du Rhin..."
Strabon, Géographie
| IV.3.3 : " Ces deux fleuves (le Rhin, et la Seine) coulent du sud au nord. En face de leurs embouchures se déploie la Bretagne, qui est assez rapprochée de celle du Rhin pour qu'on puisse apercevoir le Cantium, extrémité orientale de cette île, mais un peu plus distante de celle de la Seine. Le dieu César avait installé dans cette dernière son chantier naval quand il passa en Bretagne." IV.5.1 : " ... quand on part de la région du Rhin (pour se rendre en Ile de Bretagne), on ne s'embarque pas aux bouches même du fleuve, mais chez les Morins, qui sont voisins des Ménapiens, à Itium, la station dont César fit sa base navale quand il se prépara à passer sur l'île. Levant l'ancre de nuit, il toucha la côte opposée le lendemain à la quatrième heure après une traversée de 320 stades." |

## Sources et bibliographie

### Sources primaires
- Strabon, Géographie, Livre IV
- Zosime, Histoire, Livre IV, Chapitre XXXV, paragraphe 4
- Geoffroy de Monmouth et Laurence Mathey-Maille (traducteur), Histoire des rois de Bretagne [« Historia regum Britanniae »], Paris, Les Belles Lettres, 1993 (1re éd. 1136) (ISBN 2251339175), p. 83-88,92,115.
- Toussaint de Saint Luc, L'histoire de Conan Mériadec qui fait le premier règne de l'histoire générale des souverains de la Bretagne gauloise, dite Armorique, Saint-Brieuc, L. Prud'homme, 1879 (1re éd. 1664) (lire en ligne).

### Sources secondaires
- (en) Peter Bartrum, A Welsh classical dictionary: people in history and legend up to about A.D. 1000, Aberystwyth, National Library of Wales, 1993 (ISBN 9780907158738), p. 185-188 CYNAN ab EUDAF HEN. CYNAN MEIRIADOG. (330).
- Arthur de la Borderie, Histoire de Bretagne, t. II, Mayenne, Joseph Floch, 1975 .
- Joël Cornette, Histoire de la Bretagne et des Bretons, t. 1. Des âges obscurs au règne de Louis XIV, Éditions Seuil, 2005, 712 p. (ISBN 978-2-02-054890-8), p. 112
- Léon Fleuriot, Les Origines de la Bretagne : l'émigration, Paris, Payot, coll. « Bibliothèque historique » (no 34), 1988 (1re éd. 1980), 353 p. (ISBN 2-228-12711-6, présentation en ligne), [présentation en ligne], [présentation en ligne].
- Guy Alexis Lobineau Histoire de Bretagne composée sur les titres et les actes originaux, 2 vol in-folio Réimpression Édit du Palais Royal, Paris 1973.
- Pierre-Hyacinthe Morice de Beaubois Histoire ecclésiastique et civile de Bretagne 2 vol. in-folio Paris 1742 et 1756. Réimpression, Édit du palais Royal Paris 1974
- Pierre-Hyacinthe Morice de Beaubois Mémoires pour servir de preuves à l'Histoire ecclésiastique et civile de la Bretagne 3 vol. in-folio Paris 1742,1744,1746 réimpression, Édit du Palais Royal Paris 1974. Pensionné par la maison de Rohan il donne beaucoup d'arguments en faveur de l'existence de Conan Mériadec
- Alan-Joseph Raude, L'origine géographique des Bretons armoricains, Lorient, Dalc'homp Sonj, 1996 (ISBN 9782905929105)
- Joseph Rio, Mythes fondateurs de la Bretagne, Rennes, Ouest-France, 2000, 351 p. (ISBN 2-7373-2699-0), « Aux origines de la celtomanie »